# Exotic
Exotic – węgierska poprockowa grupa muzyczna, założona w 1986 roku.

## Historia
W 1986 roku bracia István i Zoltán Tabárowie wzięli udział w festiwalu Aorta Tehetségkutató Fesztivál, w którym wzięło udział około 600 zespołów. Następnie do ich zespołu, nazwanego Exotic, w półfinale festiwalu dołączyli István Csík, Tamás Sípos i Gábor Vilmányi. Exotic wygrał festiwal, którego główną nagrodą był występ w radio. W Magyar Rádió zespół wykonał zwycięską piosenkę festiwalu, „Hiába provokál”. Alajos Németh, basista zespołu Bikini, zainteresował się zespołem i polecił ich Hungarotonowi. W 1987 roku ukazał się pierwszy singel zespołu, na którym znajdowały się dwie piosenki: „Ő csak ül” oraz „24/24”. W 1988 roku ukazał się pierwszy album zespołu, Holdfénytánc. Zawierający wiele przebojów („24/24”, „Nézz rám tizedes”, „Szolid árak, forró vágyak” czy „Ébresztő, Paganini”) odniósł sukces, sprzedając się w nakładzie przekraczającym 60 tys. egzemplarzy. Jeszcze większym sukcesem okazał się drugi album, zatytułowany Exotic, wydany w 1989 roku. Znajdująca się na nim piosenka, „Trabant”, stała się na Węgrzech bardzo popularna i jest również popularna dzisiaj. Trzeci album zespołu, wydany w 1990 roku Vadnyugat, nie cieszył się już taką popularnością, chociaż pewien sukces odniosła piosenka „Bányászdal”. W 1991 roku grupę opuścili Gábor Vilmányi (odszedł do zespołu Manhattan) oraz István Csík; w ich miejsce przyszli Zsolt Vámos oraz László Vermes. W 1993 roku zespół zawiesił działalność, a Sípos rozpoczął karierę solową. W roku 1995 bracia Tabár założyli zespół El Charro. 9 września 2004 roku zespół udzielił koncertu w hali Petőfi Csarnok w Budapeszcie.
W 2017 roku zespół reaktywował się i wydał piąty album studyjny pt. Nulladik lemez: Isten hozott!. W 2018 roku Síposa w funkcji wokalisty zastąpił Csaba Márton.

## Skład zespołu

### Obecni członkowie
- Csaba Márton – wokal (od 2018)
- Gábor Vilmányi – gitara, instrumenty klawiszowe (1986–1991, od 2017)
- Zoltán Tabár – gitara basowa (1986–1993, od 2017)
- István Tabár – instrumenty klawiszowe (1986–1993, od 2017)
- István Csík – perkusja (1986–1991, od 2017)

### Dawni członkowie
- Tamás Sípos – wokal (1986–1993, 2017–2018)
- Zsolt Vámos – gitara (1991–1993)
- László Vermes – perkusja (1991–1993)

## Dyskografia
- Holdfénytánc (1988)
- Exotic (1989)
- Vadnyugat (1990)
- The Song of Freedom (1991)
- Best of Exotic (kompilacja) (1992)
- Nulladik lemez: Isten hozott! (2017)
- Líra (Másképpen) (2018)